# أشفق برويز كياني
أشفق برويز كياني (بالأردية: اشفاق پرویز کیانی) (و. 1952  م) هو سياسي باكستاني، ويحمل رتبة عسكرية فريق أول.